# Craig David
Craig Ashey David (Southampton, Anglaterra, 5 de maig de 1981) és un cantant anglès. Artista de R&B, és conegut per diversos èxits com ara "Fill Me In", "Rise & Fall" o "Walking Away" (darrerament amb la col·laboració d'Álex Ubago).
El primer àlbum d'estudi de David, Born to Do It, es va publicar l'any 2000, després del qual ha publicat vuit àlbums d'estudi més i des de llavors ha treballat amb una gran varietat d'artistes com ara Sting, Tinchy Stryder, Big Narstie, Kano i Jay Sean. David ha assolit la fita tenir 20 singles del Top 40 del Regne Unit i set àlbums al Top 40 del Regne Unit, venent més de 15.000.000 de discos a tot el món com a artista solista.
David ha estat nominat a catorze premis Brit Awards: cinc vegades com a millor masculí britànic i ha rebut dues vegades una nominació als premis Grammy per a la millor interpretació vocal pop masculina.

## Inici de la seva carrera
David ja quan era adolescent va començar a fer incursions a locals nocturns amb el micròfon. Després aconseguiria treballar en un b-side per grup britànic Damage (‘’Wonderful tonight’’).
També arribar a realitzar la veu del grup Artful Dodger al CD It’s all about the Stragglers. Un dels seus integrants va ajudar-lo a escriure gairebé en la seva totalitat el seu primer álbum. Amb Marcos Hill i el seu Born to do it van intentar de conquerir els Estats Units.

## Born to Do ItiSlicker Than Your Average
El debut de ‘’Craig’’ amb Born to do it va estar enregistrat l'any 2000. Assoliria el No.1 al Regne Unit i el 2 a Austràlia (11 als EUA). D'aquest treball es van desprendre quatre senzills: ‘’Fill me in'’, ‘’7 days'’, ‘’Walking away’’ i ‘’Rendezvous'’. Els dos primers estarien al No.1 al seu país.
Slicker than your average fou el segon àlbum del cantant realitzat el 2002, però, amb una repercussió menor (No.4 al Regne Unit). Tindria en total sis senzills: ‘’What's your flava?’’, Hidden agenda’’, ‘’Rise & fall'’ (col·laboració amb Sting), ‘’Spanish’’, ‘’World filled with love’’ i ‘’You don't miss your water (‘til the well runs dry)’’. Només el duet amb ‘’Sting’’ obtindria una segona posició al ‘’Regne Unit’’.

## The story goesiTrust me

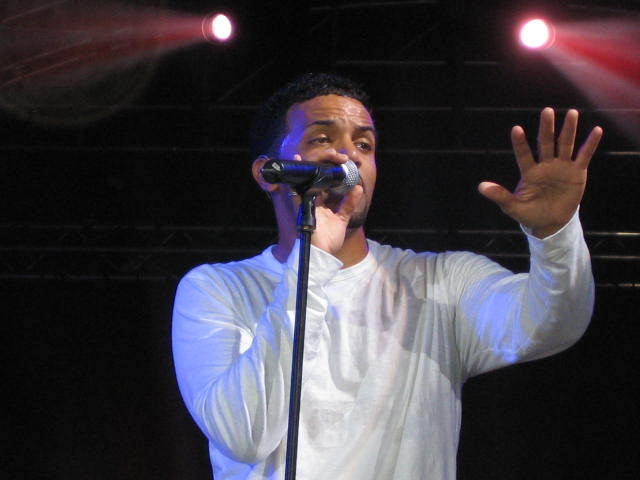
Live a Londres el 2005

El 2005 faria el tercer CD, The story goes…, deixaria de banda la discográfica Atlantic i apostar per Warner Music (No.5 al Regne Unit i Itàlia). Els seus tres singles n'estarien: ‘’All the way’’, ‘’Don't love you no more (I'm sorry)’’ i ‘’Unbelievable’’.
El quart àlbum de l'anglès arribaria al 2007, que va tenir per títol Trust me (des d'aquest els seus treballs també estarien disponibles en format de descàrrega digital).’’This is the girl'’ (amb Kano), ‘’Hot stuff (let's dance)’’, ‘’6 of 1 thing’’ i ‘’Officilly yours'’els quatre senzills del CD.

## Greatest hitsi present
Després de la col·laboració amb ‘’Kano’’ en ‘’London town'’ i la versió de la cançó de Michael Jackson ‘’Ben'’ al London Palladium; en faria un recopilatori i tres senzills: ‘’Where's your love’’, ‘’Insomnia’’ i ‘’All the way’’ (col. Bonnie Pink, només Japó. Les diferents versions de ‘’Walking away’’ a Europa estaria a Espanya amb ‘’Álex Ubago’’, a França amb Lynnsha, amb Nek a ‘’Itàlia’’ i Monrose a Alemanya.
Ha col·laborat amb altres artistes, realitzat nombroses versions i costats B. Ha estat en diverses ocasions nominat per diferents categories. Actualment ‘’Craig David'’ prepara en un nou treball disponible pel 2009.

## Discografia
- It’s all about the stragglers (‘’Artful Dodger’’, 1998)
- Born to Do It (2000)
- Slicker Than Your Average (2002)
- The Story Goes… (2005)
- Trust Me (2007)
- Greatest hits (2008)
- Signed Sealed Delivered (2010)
- Following My Intuition (2016)
- The Time Is Now (2018)
- 22 (2022)

## Senzills
- ’’What you gonna do’’ (A.D.)
- ’’Rewind'’ (A.D.)
- ’’Woman trouble’’ (A.D.)
- ’’Fill me in'’
- ’’7 days'’
- ’’Walking away’’
- ’’Rendezvous'’
- ’’What's your flava?’’
- ’’Hidden agenda’’
- ’’Rise & fall'’ (col. ‘’Sting’’)
- ’’Spanish’’
- World filled with love’’
- ’’You don't miss your water (‘til the well runs dry)’’
- ’’All the way’’
- ’’Don't love you no more (I'm sorry)’’
- ’’Unbelievable’’
- ’’This is the girl'’ (col. ‘’Kano’’)
- ’’Hot stuff (let's dance)’’
- ’’6 of 1 thing’’
- ’’Officilly yours'’
- ’’Where's your love’’
- ’’Insomnia’’
- ’’All the way’’ (col. ‘’Bonnie Pink’’)
- ’’One More Lie (Standing In The Shadows)’’